# 주중국 교황청 대사관
주중국 교황청 대사관(라틴어: Nuntiatura Apostolica in Sinis, 중국어: 教廷駐華大使館, 영어: Apostolic Nunciature to China)은 대만 타이베이시에 있는 바티칸 시국(성좌, 로마 교황청) 대사관이다.
로마 교황청은 1870년 5월 3일에 청나라와 외교 관계를 수립하기로 합의했으나 실제로 이루어지지 않았다. 로마 교황청은 1946년 7월에 중화민국과 공사급 외교 관계를 공식 수립했다. 1952년에는 로마 교황청 대사관이 타이베이로 이전했다. 1966년에는 대만과 로마 교황청의 관계가 공사급에서 대사급으로 격상되었다. 로마 교황청은 1979년 이후부터 대만 주재 임시대리대사만을 임명하고 있다.

## 역사

### 청나라 말기와 중화민국 대륙 시기
청나라 말기부터 바티칸 시국(성좌)과 중국 양측은 프랑스가 소유하고 있던 보교권의 족쇄를 뚫기 위해 직접적인 연계를 모색했다. 성좌는 1870년 5월 3일에 청나라의 이홍장에게 외교 관계 수립에 동의한다는 답변을 보냈다. 같은 해 8월 초에는 이탈리아 출신의 안토니오 알리아르디(Antonio Agliardi) 대주교를 전권대사로 임명하고 중국에 파견하여 수교 문제를 처리했다. 또 다른 예로 1918년 7월에 성좌와 중화민국 북양정부는 주세페 페트렐리(Giuseppe Petrelli)와 다이천린(戴陳霖)을 각각 상대방 국가에 주재하는 외교 사절로 파견하기로 합의했다. 그러나 성좌의 수교 노력은 모두 프랑스의 방해로 실현되지 못했다.
바티칸 시국은 1922년에 이탈리아 출신의 로마 가톨릭교회 사제인 첼소 베니뇨 루이지 코스탄티니(Celso Benigno Luigi Costantini)를 외교관 신분을 갖지 않는 중국 주재 사도좌 대표(라틴어: Apostolic Delegate)로 임명했다. 코스탄티니는 생전에 중국의 문화를 사랑했고 중국의 전통을 존중했는데 특히 중국의 예술을 좋아해서 중국과 바티칸 시국 양국의 상호 이해를 촉진하는 역할을 했다. 코스탄티니는 1935년 12월 20일부터 1953년 1월 12일까지 로마 교황청 인류복음화성 비서실장을 역임했다.
로마 교황청은 코스탄티니의 건의를 받아들여 중국의 로마 가톨릭교도들이 따르던 '존공제조'(尊孔祭祖, 공자를 존중하고 조상에게 제사를 지낸다는 뜻) 금지령을 폐지하고 수백년 동안에 걸쳐 중국과 바티칸 시국 사이에 벌어진 '의례 분쟁'을 해결하여 중국과 바티칸 시국 양국 간의 관계 정상화를 촉진했다. 코스탄티니는 중화민국 정부로부터 훈장을 수여받았고 나중에 교황으로부터 추기경 지위를 부여받게 된다. 이를 계기로 중화민국과 성좌 간의 관계는 끊임없이 강화되었다.
로마 교황청은 1942년 10월 23일에 중화민국과 공사급 외교 관계를 수립했다. 중화민국 정부는 1943년에 이탈리아 로마에 주교황청 중화민국 공사관을 설립했다. 1946년에 모나코 출신의 로마 가톨릭교회 사제인 안토니오 리베리(Antonio Riberi)를 중국 주재 교황 공사(라틴어: Apostolic Internuncio, 중국어: 駐華教廷公使)로 임명했고 같은 해에 주중국 교황청 공사관(라틴어: Internuntiatura Apostolica in Sinis, 중국어: 駐華教廷公使館)을 정식 설립했다.

### 국부천대 이후
1951년에 안토니오 리베리 주중국 교황 공사가 국공 내전의 여파에 따른 국부천대로 인하여 중국 대륙에서 철수했고 주중국 교황청 공사관도 대만 타이베이로 옮기게 된다. 1959년 6월에 대만과 바티칸 시국 간의 외교 관계가 공사급에서 대사급으로 격상되면서 대만 정부는 이탈리아 로마에 위치한 성좌 주재 공사관을 대사관으로 승격시켰다. 1959년 10월 29일에는 이탈리아 출신의 로마 가톨릭교회 주교인 주세페 카프리오(Giuseppe Caprio)가 주중국 교황 대사로 임명되었다. 1966년 12월 24일에는 로마 교황청이 대만 타이베이에 위치한 주중국 교황청 공사관을 대사관으로 승격시켰다.
1971년 10월 25일에 유엔 총회가 유엔의 중국 대표권을 중화민국에서 중화인민공화국으로 변경하는 내용을 담은 유엔 총회 결의 제2758호가 채택되었다. 교황청은 같은 날에 주중국 교황 대사를 역임하고 있던 오스트레일리아 출신의 로마 가톨릭 주교인 에드워드 이드리스 캐시디(Edward Idris Cassidy)를 소환시켰고 공사참사관을 파견하여 대행했다. 교황청은 1979년부터 현재까지 대만 주재 대사를 임명하지 않고 임시대리대사(프랑스어: Chargé d'affaires)를 임명하고 있다.
중화민국 외교부는 "국제적인 요인으로 주중국 교황청 사절의 직함과 직급이 바뀌었다. 그러나 대만과 바티칸 시국 간의 관계는 자유, 인권, 평화, 박애 등 보편적 가치를 공유하며 긴밀한 우호 관계를 유지하고 있다."고 밝혔다. 로마 교황청은 현재까지도 두 개의 중국을 인정하지 않는다는 원칙을 고수하고 있다. 또한 주중국 교황청 대사관은 이론상으로 대만과 중국 대륙의 로마 가톨릭 교구에 대한 성좌의 교무 연계를 담당하고 있다.
주중국 교황청 대사관은 원래 타이베이시 다안구 아이궈둥루 87번지에 있었으나 노후된 건물로 인해 2015년에 다안구 허핑둥루 2단 265골목 7-1번지 1층으로 이전했다. 신청사는 라틴어와 중국어가 함께 표기된 대사관 현판, 바티칸 시국의 국기가 달려 있지 않고 외벽에 바티칸 시국의 문장이 달린 것이 특징이다. 주중국 교황청 대사관 대변인은 신청사 이전 이후에 대사관 현판과 국기를 다시 달아놓을 계획만 밝혔을 뿐 실제로는 이루어지지 않았다.

## 같이 보기
- 주교황청 중화민국 대사관
- 대만-성좌 관계